# Luxembourg aux Jeux olympiques d'été de 1964
Le Luxembourg  participe aux Jeux olympiques d'été de 1964 à Tokyo au Japon du 10 au 24 octobre 1964. Il s'agit de sa 11e participation à des Jeux olympiques d'été.

## Athlétisme
Le Luxembourg aligne trois participants aux épreuves d'athlétisme.

## Cyclisme
Edy Schütz et Johny Schleck sont présents pour le Luxembourg.

## Escrime
Deux femmes participent à l'escrime pour le Luxembourg.

## Gymnastique
Deux hommes participent à la gymnastique pour le Luxembourg.

## Lutte
Raymond Schummer (lb) est l'unique lutteur luxembourgeois à ces Jeux olympiques.

## Natation
Georges Welbes (lb) participe aux Jeux olympiques.

## Tir
Le Luxembourg est représenté dans les compétitions de tir par Victor Kremer (lb).